# أمبروز إس. موراي
أمبروز إس. موراي (بالإنجليزية: Ambrose S. Murray)‏ هو سياسي أمريكي، ولد في 27 نوفمبر 1807، وتوفي في 8 نوفمبر 1885. حزبياً، نشط في الحزب الجمهوري. وقد انتخب عضو مجلس النواب الأمريكي.